# Batalla de Idlib (2015)
La batalla de Idlib fue una operación militar que se desarrolló desde el 24 hasta el 28 de marzo de 2015 en la ciudad de Idlib, ubicada en la gobernación homónima dentro del marco de la Guerra Civil Siria. La ofensiva tuvo como beligerantes a los rebeldes de la oposición armada, todos ellos de mayoría musulmana sunita y al gobierno de la República Árabe Siria. El que inició la ofensiva fueron los rebeldes sirios —siendo los principales el Ejército de la Conquista y el Frente Al-Nusra— contra las áreas controlada por el gobierno en Idlib, está última uno de los mayores bastiones de la oposición siria durante la fase de insurrección civil.
La victoria lo consiguieron los rebeldes, quienes lograron expulsar al ejército árabe sirio y sus milicias aliadas, lo que provocó un gran éxodo de civiles a otras regiones controladas por el gobierno, los kurdos y Turquía que continúa hasta la actualidad.

## Batalla

Ofensiva rebelde contra la ciudad de Idlib en marzo de 2015.

El 24 de marzo de 2015, la nueva sala de operaciones del ejército de la Conquista instó a las personas en la ciudad de Idlib a permanecer en el interior. Más tarde ese día, dos combatientes de Jund al-Aqsa se inmolaron cerca de los puestos de control del ejército árabe sirio, en el lado este de la ciudad, seguido de un asalto en tres frentes contra Idlib. Los rebeldes tomaron el control de la fábrica Sadkop en las afueras del distrito industrial y avanzaron hacia la antigua fábrica de textiles antes de que los soldados de la 11.ª División de Tanques llegaran para reforzar a la organización pro gubernamental Fuerza de Defensa Nacional (FDN) y empujar a los combatientes rebeldes hacia el este, asegurando el perímetro alrededor del Idlib Cementerio público Mientras tanto, en la entrada noroeste de Idlib, los rebeldes atacaron varios puntos de control de la FDN, alcanzando el lado norte de una casona conocida como "La Vivienda para Jóvenes". En general durante el día, los rebeldes capturaron siete puestos de control, pero el ejército sirio logró recapturar a cuatro de ellos, incluyendo, según los informes, volver a asegurar el perímetro norte de la Vivienda para Jóvenes.
Un comandante rebelde afirmó, los enfrentamientos provocaron la muerte de muchos combatientes de ambos bandos. El Observatorio Sirio de Derechos Humanos puso el número de muertos en 20 combatientes del gobierno y 19 de la oposición, incluidos tres terroristas suicidas. Dos de los bombarderos eran extranjeros de las estados del Golfo. Según una fuente militar, 44 rebeldes y 16 soldados fueron asesinados. Cinco soldados también fueron capturados por los rebeldes.
Durante el ataque, el Frente al-Nusra usó el REMOLQUE BGM-71 fabricado en los Estados Unidos y capturado por la milicia del grupo respaldados por Occidente.
En respuesta al asalto rebelde a Idlib, las fuerzas gubernamentales bombardearon la ciudad de Binnish, controlada por los rebeldes, dejando a docenas de personas hospitalizadas. Al día siguiente, la fuerza aérea árabe siria también atacó la ciudad de Saraqib y mató a 11 civiles.
El 25 de marzo, los rebeldes recuperaron los cuatro puestos de control que perdieron el día anterior, mientras que un cuarto suicidio con coche bomba ocurrió cerca de la ciudad. Durante todo el día, la lucha se centró en la entrada oriental de la ciudad. Por la noche, según fuentes gubernamentales, más elementos de la 11 División de Tanques llegaron a Idlib y lanzaron un contraataque en el Distrito Industrial. En el día de la pelea, Abu Jamil Yusuf Qutb, el líder adjunto de Ahrar ash-Sham, fue asesinado durante un ataque en un puesto de control del ejército cerca de Idlib. El comandante de Hezbolá Al Hajj Walaa también fue asesinado ese día.
Fuentes rebeldes informaron que 36 soldados fueron ejecutados en Idlib por traición al pasar información a los rebeldes para la ofensiva.
Al final del segundo día de combates, los rebeldes tenían el control de 17 puestos de control y vigilancia, según el Observatorio Sirio de Derechos Humanos. Fuentes militares reconocieron que los rebeldes tenían el control de las fábricas al este de la ciudad, con el barrio Al-Sina'a (distrito industrial) en disputa. Sin embargo, las fuentes gubernamentales indicaron que Youth Housing y Al-Mahraab Quarters fueron declaradas zonas seguras después de que los rebeldes fueran expulsados hacia las afueras de la ciudad, luego se realizó múltiples ataques de artillería por parte de la Brigada 155 en el aeropuerto militar de Hama sin confirmarse daños por algún bando.
El 26 de marzo, se produjeron fuertes enfrentamientos alrededor de la entrada oriental de Idlib, que duró hasta la noche y mataron a 26 rebeldes y 4 soldados. Según fuentes de la oposición, los rebeldes capturaron el barrio Al-Sina'a (distrito industrial) y lograron sitiar las ciudades de Kafrayah y al-Fu'ah, después de capturar una serie de puestos de control que conectan estas ciudades con Idlib. Los militares negaron esto y declararon que las supuestas ganancias de los rebeldes fueron fabricadas, pero reconocieron que los rebeldes llegaron a las puertas de la ciudad por primera vez desde que comenzó la ofensiva.
El 27 de marzo continuaron los enfrentamientos en Idlib y sus alrededores, dejando 14 rebeldes y 6 soldados muertos. Uno de los rebeldes asesinados era un comandante saudí (emir) en el Frente al-Nusra. Por primera vez, los rebeldes lograron entrar en los barrios de la ciudad, después de que avanzaran desde el lado noroeste y sudeste de Idlib. En este punto, la ciudad estaba rodeada casi por completo por grupos rebeldes, dejando solo dos rutas de salida para las fuerzas gubernamentales. El avance en la ciudad se produjo después de que el FDN se retirara de los campos del norte, y los combatientes de la oposición capturaron la mayor parte del distrito de Hara North y granjas de Hara West.
El 28 de marzo, después de que llegaran los refuerzos de la Fuerza de Defensa Nacional, a las 6:00 a. m., se lanzó un contraataque gubernamental que obligó a los rebeldes a retirarse del interior de Idlib, y las tropas gubernamentales recuperaron áreas en las afueras de la ciudad. Sin embargo, más tarde en el día, las fuerzas rebeldes hicieron nuevos avances en Idlib, y en ese punto, tenían el control de hasta 24 puestos de control y algunos barrios de la ciudad. También se informó que los rebeldes capturaron al periodista progubernamental Abdul Ghani Jaruch. Horas más tarde, los rebeldes tomaron el control de la mayor parte de la ciudad después de que las fuerzas del gobierno retrocedieron, a excepción de algunos batallones del ejército que protegían los edificios de seguridad del Estado. Sin embargo, al final del día, los rebeldes tenían el control total de la ciudad, con operaciones de escaneo y limpieza continuadas.
Durante la retirada del gobierno sirio, 15 presos que estaban detenidos en el cuartel general de inteligencia militar fueron ejecutados, mientras que los rebeldes capturaron seis tanques. Los rebeldes lograron liberar a 53 prisioneros del mismo complejo. Las tropas del gobierno sirio se reagruparon al sur de la ciudad, y se estaban preparando para un posible ataque de las fuerzas rebeldes.

## Consecuencias
Se informó un éxodo de miles de civiles de la ciudad de Idlib a ciudades y pueblos cercanos un día después de que los rebeldes tomaron la ciudad. Ahrar ash-Sham emitió un comunicado donde pedía una gestión unificada basada en la Sharia de la ciudad de Idlib por parte de los grupos que la capturaron. Ahrar ash-Sham también amenazó con bombardear las ciudades chiitas durante el asedio de al-Fu'ah y Kafriya en respuesta a "cualquier bombardeo cobarde llevado a cabo contra los civiles sunitas en Idlib". Ajnad al-Sham anunció que su líder militar, Abu Abdullah Taoum, fue asesinado durante los enfrentamientos alrededor de al-Fu'ah.
Mientras tanto, la Coalición Nacional Siria respaldada por occidente anunció en un comunicado que cambiaría su sede de Estambul a la ciudad de Idlib. El Frente Al-Nusra negó esto con Abdullah Mohammed al-Mheisnei, un alto clérigo islámico de al-Nusra, afirmando en su cuenta de Twitter: "¡Es falso que la Coalición Nacional Siria ingrese a Idlib!". Ya habían surgido temores de que al-Nusra posiblemente aplicaría una regla religiosa dura sobre Idlib. Al menos un incidente ocurrió en la ciudad, inmediatamente después de su captura, donde militantes extranjeros de al-Nusra mataron a dos cristianos después de escuchar que trabajaban en una licorería. En consecuencia, los combatientes Ahrar ash-Sham reprendieron a los extranjeros y establecieron puestos de control para proteger a los cristianos de ellos, con el grupo que afirma haber asegurado 20 familias cristianas en Idlib. En respuesta a al-Mheisnei, Ahmad Tu'mah , primer ministro del Gobierno provisional sirio, declaró "no es cierto que Jabhat al-Nusra (Frente Al-Nusra) rechazó nuestra entrada. En realidad, es un líder que rechazó nuestra entrada y es su derecho expresar su opinión. Notamos durante nuestro trabajo que ni una sola facción que actualmente representa al Ejército de la Conquista nos atacó. Además, Jabhat al-Nusra no atacó a nuestros convoyes de socorro ni a nuestro trabajo educativo o de salud. La persona habló sobre su punto de vista y no emitió ninguna declaración pública al respecto. Nadie nos dijo que era prohibido que ingresemos" y agregó que el gobierno interino sirio aún tiene la intención de trasladarse a Idlib, siempre y cuando puedan ser defendidos de los ataques del gobierno de Bashar al-Ásad. Aun así, la cuestión de si un emirato islámico se establecería en Idlib se mantuvo. Sin embargo, a fines de abril, las fuerzas de oposición establecieron consejos civiles y servicios públicos. Aun así, un mensaje oficial del líder de al-Nusra, Abu Mohammad al-Julani, declaró que la ciudad sería gobernada de acuerdo con la Sharia, a través de Shura y un concilio civil, pero no mostró indicios de declarar a Idlib la capital de un emirato. En respuesta a esto, un experto sirio del periódico Al-Hayat creía que la implementación de la Sharia sería limitada después de la presión sobre Al-Nusra de Arabia Saudita y Catar.
El 30 de marzo, una fuente militar del ejército árabe sirio acusó tanto a Turquía como a Jordania de apoyar a los rebeldes en su ofensiva de Idlib. Ataques aéreos y bombardeos militares golpearon la ciudad, dejando 23 civiles muertos. Según los informes de rebeldes, el bombardeo incluyó armas químicas. En total, entre el 28 y el 30 de marzo, 47 personas, incluidos 15 rebeldes, murieron en el bombardeo de la ciudad de Idlib. También se informó que el coronel Suheil Al Hassan fue enviado a supervisar una posible operación para recuperar Idlib. Por el contrario, un luchador de la FDN estacionado en Jisr al-Shughour habló con las noticias de al-Masdar y declaró que las tropas del gobierno en la ciudad estaban en un estado de confusión.
El 1 de abril, el Frente al-Nusra declaró que Idlib sería gobernado de acuerdo con la ley islámica Sharia, pero el grupo no buscaría monopolizar el poder allí. Al día siguiente, los rebeldes lanzaron un ataque contra el campamento militar de Mastouma, donde la mayoría de las fuerzas gubernamentales en retirada se posicionaron y avanzaron.
Sin embargo, el 3 de agosto, las fuerzas del gobierno lograron recuperar la estratégica Hakami Hill en el campo sudoeste de Jeser al-Shogour.

## Análisis

Situación de Idlib en 2018, el control de los rebeldes por sobe el gobierno y sus constantes escaramuzas.

Idlib se convirtió en la segunda capital de la gobernación de Idlib en caer ante las fuerzas rebeldes, después de Al Raqa, que fue capturada por los rebeldes en marzo de 2013, pero que posteriormente fue desalojada por el Estado Islámico de Irak y el Levante. Los rebeldes también capturaron la ciudad de Quneitra en agosto de 2014, que es nominalmente la capital de la gobernación de Quneitra, pero fue destruida y abandonada en gran parte desde la Guerra de los Seis Días con Israel en 1967.
Según el profesor estadounidense Joshua Landis, la victoria rebelde fue una gran derrota política y estratégica para el gobierno sirio. Según el diario estadounidense Long War Journal, Idlib tenía un valor estratégico pequeño y limitado y más que cualquier cosa representó un impulso moral para las fuerzas de la oposición. Para la empresa de inteligencia privada Stratfor la batalla fue una "victoria crucial" para las fuerzas de oposición, mientras que The Long War Journal lo llamó "el golpe más significativo" para el gobierno en meses. El analista Aron Lund del diario nacional Siriacomentó que la derrota de las defensas gubernamentales en Idlib había "perforado un agujero enorme en la narrativa del gobierno de acercarse a la victoria e impulsó a la oposición tanto política como militarmente, deletreando problemas para el presidente Bashar al-Assad", mientras Charles Lister, un académico de los estudios islámicos que trabaja en el Centro de Doha Brookings, especuló que la caída de Idlib sería un gran shock para el gobierno y sus partidarios.
Dentro de la misma perspectiva de la oposición siria ahora que la ciudad fue capturada, se pueden centrar potencialmente en otros objetivos, como la base aérea de Abu Duhour, Ariha, Hama, Nubl, Zahra, las rutas de suministro militares a Alepo, y potencialmente golpear el corazón del gobierno de Latakia. Las ciudades gemelas chiitas de al-Fu'ah y Kafriya, ahora asediadas, enfrentarían la destrucción y tal vez una masacre sectaria si no acordaban un acuerdo de paz con las fuerzas rebeldes, según un comentario de Syria Comment, dirigido por Joshua Landis. Esto fue contrarrestado y negado por la activista estadounidense pro-oposición Lina Khatib de la Fundación Carnegie, quien declaró en un informe reciente sobre el Frente Al-Nusra en el norte de Siria que "la gran mayoría de los que apoyan a Al-Nusra no están motivados por la ideología (refiriéndose al yihadismo suní) sino por el sentimiento anti-al-Ásad". Sin embargo, otros opinaron que un posible avance rebelde en otros frentes como resultado de esta batalla no ocurriría si las fuerzas del gobierno lanzaran un contraataque para recuperar la ciudad. Además, se vio que la caída de Idlib complicaría los esfuerzos de Turquía para ganar apoyo para la aplicación de una zona de exclusión aérea sobre el norte de Siria.
Teniendo en cuenta el papel del Frente al-Nusra , la rama sirio-libanesa de Al Qaeda, se planteó la posibilidad de que Idlib sea la capital efectiva de los territorios controlados por al-Nusra. Un miembro de Ahrar al-Sham, refiriéndose a esta posibilidad, declaró: "Creo que al-Nusra es demasiado inteligente para intentar eso". Abu Mohammad al-Julani afirmó que al-Nusra Front no "quiere monopolizar". gobernar sobre la ciudad de Idlib ", pidiendo compartir el poder y agregar esa autoridad" no proviene de asustar a la gente, sino de protegerlos, derrotar a su opresor y defender a los débiles ". Aun así, en mayo de 2016, al-Nusra hizo intentos unilaterales para expandir su control sobre Idlib y otras ciudades cercanas controladas por los rebeldes, con el objetivo de sentar las bases para el primer estado soberano de Al Qaeda (o emirato) como Charles Lister lo describió.